# Csapat szabad program szinkronúszás a 2011-es úszó-világbajnokságon
A 2011-es úszó-világbajnokságon a szinkronúszásban a csapat szabad programot július 20-án és 23-án rendezték meg. Előbb a selejtezőket, utána a döntőt.

## Érmesek
| Arany | Ezüst | Bronz |
| Oroszország · Anasztaszija Davidova · Natalja Iscsenko · Elvira Haszjanova · Szvetlana Kolesznyicsenko · Darja Korobova · Alekszandra Packevics · Alla Siskina · Anzselika Tyimanyina · Marija Gromova (tartalék) · | Kína · Chang Si · Fan Jiachen · Huang Xuechen · Jiang Tingting · Jiang Wenwen · Liu Ou · Luo Xi · Wu Yiwen · Chen Xiaojun (tartalék) · Sun Wenyan (tartalék) | Spanyolország · Clara Basiana · Alba María Cabello · Ona Carbonell · Marga Crespi · Andrea Fuentes · Thaïs Henríquez · Paula Klamburg · Irene Montrucchio · Sara Gijon (tartalék) · Cristina Salvador (tartalék) |

## Eredmények
| Helyezés  | Nemzetiség | Selejtező | Selejtező | Döntő  | Döntő    |
| Helyezés  | Nemzetiség | Pont      | helyezés  | Pont   | Helyezés |
| --------- | ---------- | --------- | --------- | ------ | -------- |
| Aranyérem | RUS        | 98.440    | 1         | 98.620 | 1        |
| Ezüstérem | CHN        | 96.440    | 2         | 96.580 | 2        |
| Bronzérem | ESP        | 96.030    | 3         | 96.090 | 3        |
| 4         | CAN        | 95.280    | 4         | 95.490 | 4        |
| 5         | JPN        | 92.540    | 5         | 92.860 | 5        |
| 6         | UKR        | 91.960    | 6         | 92.740 | 6        |
| 7         | ITA        | 91.090    | 7         | 90.870 | 7        |
| 8         | FRA        | 88.970    | 8         | 87.840 | 8        |
| 9         | GBR        | 87.090    | 10        | 87.280 | 9        |
| 10        | USA        | 87.780    | 9         | 86.800 | 10       |
| 11        | MEX        | 85.110    | 12        | 85.760 | 11       |
| 12        | BRA        | 85.770    | 11        | 85.160 | 12       |
| 13        | NED        | 85.070    | 13        |        |          |
| 14        | SUI        | 83.640    | 14        |        |          |
| 15        | EGY        | 78.200    | 15        |        |          |
| 16        | COL        | 76.780    | 16        |        |          |
| 17        | AUS        | 76.720    | 17        |        |          |
| 18        | MAS        | 73.900    | 18        |        |          |
| 19        | MAC        | 68.690    | 19        |        |          |
| 20        | THA        | 67.430    | 20        |        |          |
| 21        | INA        | 65.050    | 21        |        |          |
| 22        | SIN        | 64.780    | 22        |        |          |
| 23        | HKG        | 63.510    | 23        |        |          |
| 24        | RSA        | 60.290    | 24        |        |          |